# 田岐村
田岐村（たきむら）は、島根県簸川郡にあった村。現在の出雲市多伎町多岐、多伎町小田にあたる。

## 地理
- 海洋：日本海[1]
- 河川：小田川、猪子田川、西明川、菅沢川[2]

## 歴史
- 1889年（明治22年）4月1日、町村制の施行により、神門郡小田村、多岐村が合併して村制施行し、田岐村が発足[1][3]。
- 1896年（明治29年）4月1日、郡の統合により簸川郡に所属[3]。
- 1915年（大正4年）電灯がつき散宿所を設置[1]。
- 1917年（大正6年）10月、田岐村信用販売利用組合設立[2]。
- 1950年（昭和25年）12月20日、簸川郡久村、窪田村（一部、毛津の一部）と合併して岐久村を新設し廃止された[1][3]。

### 地名の由来
合併した旧村の各一文字を組み合わせたもの。

## 産業
- 農業、漁業[1]、林業[2]。

## 交通

### 鉄道
- 1913年（大正2年）国有鉄道山陰本線が開通し、小田駅を開設[1]。